# Jiří Ondra
Jiří Ondra (* 7. Juni 1957 in Uherské Hradiště) ist ein ehemaliger  tschechischer Fußballspieler.

## Karriere
Jiří Ondra spielte in seiner Jugend für Slovácká Slavia Uherské Hradiště, 1978 wechselte er zu FC Bohemians Prag, obwohl er schon einen Vertrag bei Sparta Prag unterschrieben hatte. Bei Bohemians erspielte sich Ondra sofort einen Stammplatz, 1982/83 gehörte er zu den wichtigsten Leistungsträgern der Meistermannschaft.
Nach 213 Ligaspielen und 19 Toren wechselte der großgewachsene Linksverteidiger zum First Vienna FC in die österreichische Bundesliga, wo er 1991 seine professionelle Karriere beendete.
Er spielte bis 1993 noch für den österreichischen Drittligisten ASV Hohenau und anschließend noch in unteren Ligen in Tschechien.
Von 1999 bis 2001 trainierte er Sokol Libiš, mit dem er in die vierte tschechische Liga aufstieg.

### Nationalmannschaft
In der Tschechoslowakischen Nationalmannschaft absolvierte Ondra 20 Spiele. Sein Debüt gab er am 6. Oktober 1982 im Spiel gegen Schweden, das 2:2 endete. Sein letztes Spiel machte er am 13. Mai 1987, die ČSSR verlor in Brandenburg gegen die DDR mit 0:2.